# La Guardia de Jaén
La Guardia de Jaén ist eine Kleinstadt und eine südspanische Gemeinde (municipio) mit 5.218 Einwohnern (Stand: 2024) im Westen der Provinz Jaén in der Autonomen Gemeinschaft Andalusien.

## Lage und Klima
La Guardia de Jaén liegt gut zwölf Kilometer (Fahrtstrecke) südöstlich vom Stadtzentrum von Jaén in einer Höhe von ca. 605 m am Guadalbullón. Durch die Gemeinde führt die Autovía A-44.
Der Ort befindet sich an westlichen Rand der Sierra Mágina und an den Füßen des Cerro de San Marcos und des Cerro de San Cristóbal. Das Klima im Winter kann durchaus rau sein, im Sommer dagegen ist es trocken und warm; Regen (ca. 535 mm/Jahr) fällt überwiegend im Winterhalbjahr.

## Geschichte
La Guardia de Jaén ist seit der Jungsteinzeit besiedelt. In der nahen Höhle Cueva Cabrera sind Reste und Gräber aus der Zeit um 4000 vor Beginn der Zeitrechnung entdeckt worden. Ab 1500 vor Christus war La Guardia ein bedeutendes keltiberisches Oppidum, das nach Plinius mit Mentesa bezeichnet wurde. Nach der Eroberung der iberischen Halbinsel durch die Römer erhielt der Ort den Namen Mentesa Bastetanorum. Als die Wisigoten den Römer nachfolgten, blieb die Bedeutung des damaligen Mentesa. Tremisses aus Mentesa sind nachgewiesen. Vermutlich im 4. Jahrhundert wurde La Guardia de Jaén zum Bischofssitz (bis 715/858). In der Epoche des Kalifats Cordoba blühte Mentesa unter dem Namen Mantïsa bald nach schweren Zeiten wieder auf. Es wurde die Hauptstadt der Cora von Yayyan, das fast die heutige Provinz Jaén umfasste. Im 15. Jahrhundert verlief hier die Grenze, sodass sich sein späterer Name La Guardia ergab.

## Bevölkerungsentwicklung
| Jahr      | 1970  | 1980  | 1990  | 2000  | 2010  | 2020  |
| Einwohner | 2.092 | 1.763 | 1.794 | 2.179 | 4.505 | 5.104 |

## Sehenswürdigkeiten
- Alter Dominikanerkonvent, 1539 bis 1577 mit Himmelfahrtskirche
- Burg (Castillo de La Guardia de Jaén)

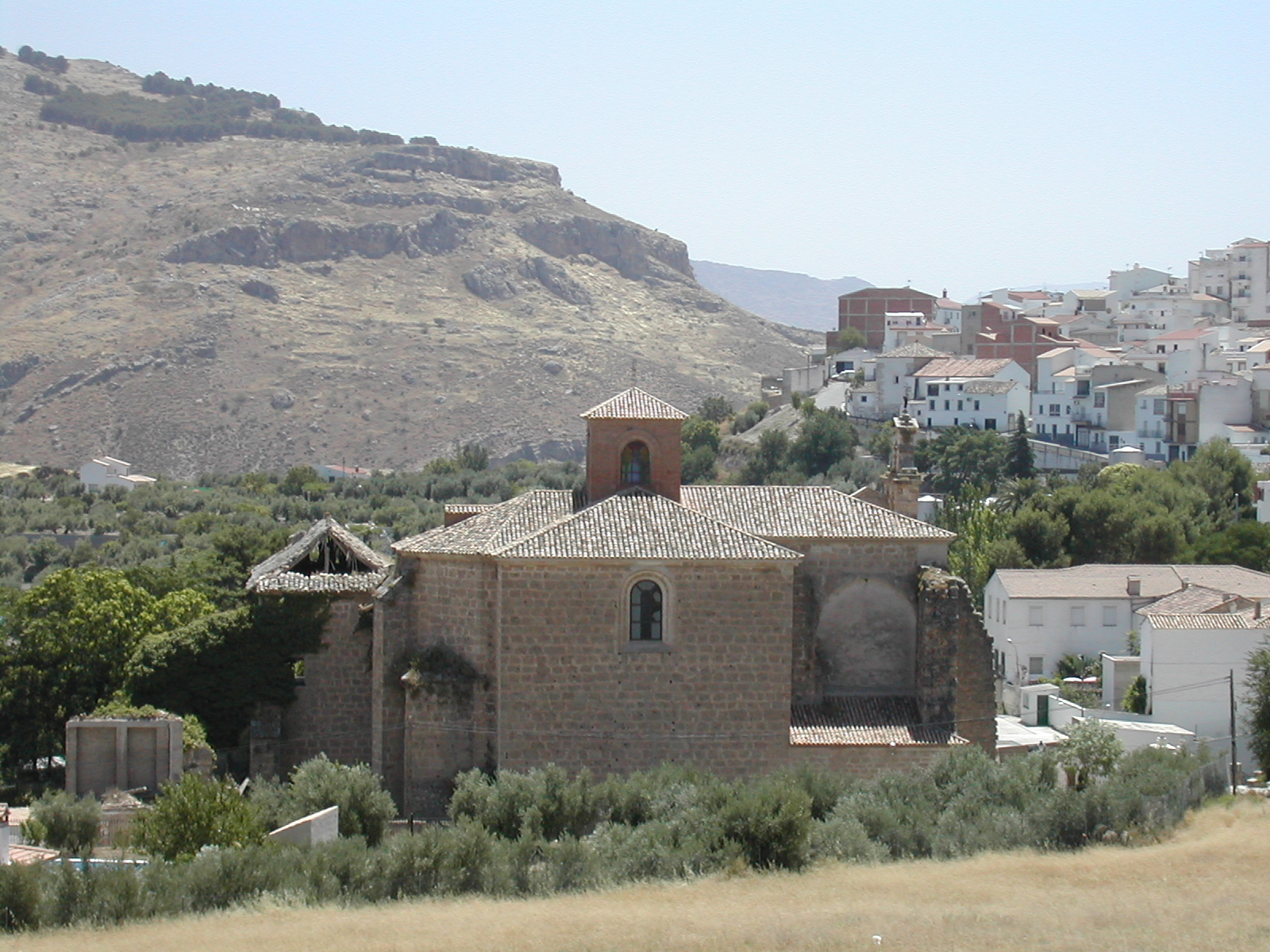
Dominikanerkonvent
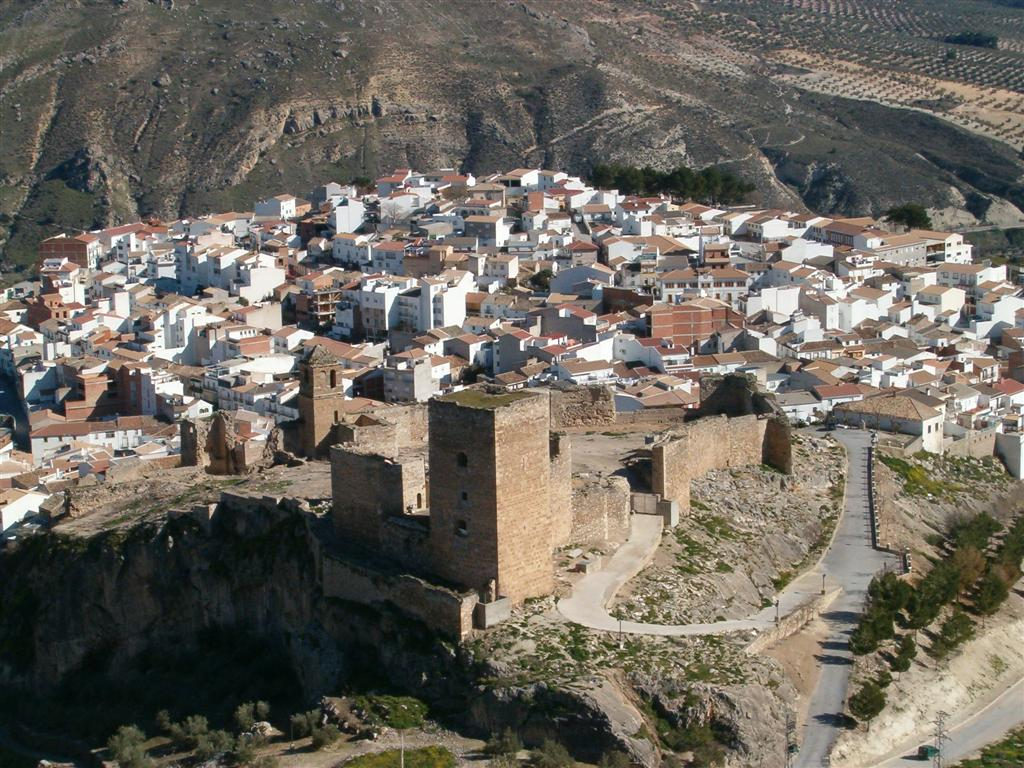
Burg

## Persönlichkeiten
- Enrique González Duro (* 1939), Psychiater und Historiker